# Neoportus
Neoportus (łac. Dioecesis Neoportensis, ang. Diocese of Newport) – stolica historycznej diecezji w Anglii, erygowanej w roku 1850, a zlikwidowanej w roku 1916. Współcześnie miejscowość Newport w Walii. Obecnie katolickie biskupstwo tytularne.

## Biskupi tytularni
| Lp. | Biskup       | Funkcja                                          | Od                  | Do                  |
| --- | ------------ | ------------------------------------------------ | ------------------- | ------------------- |
| 1   | Fulton Sheen | biskup pomocniczy Nowego Jorku (USA)             | 6 października 1969 | 9 grudnia 1979      |
| 2   | Howard Tripp | biskup pomocniczy Southwark (Wielka Brytania)    | 20 grudnia 1979     | 3 października 2022 |
| 3   | Michael Izen | biskup pomocniczy Saint Paul i Minneapolis (USA) | 5 stycznia 2023     |                     |